# Hanna van Recklinghausen
 (juin 2023).
Si vous disposez d'ouvrages ou d'articles de référence ou si vous connaissez des sites web de qualité traitant du thème abordé ici, merci de compléter l'article en donnant les références utiles à sa vérifiabilité et en les liant à la section « Notes et références ».
Hanna van Recklinghausen (1332 – après 1349), est une banquière à  Lochem aux Pays-Bas. Elle est la première femme d'affaires appelée par son nom aux Pays-Bas.  

## Biographie
Elle est la fille du banquier Juif de cour Godschalk de Recklinghausen en Allemagne. Dans la communauté juive, les femmes ont l'autorisation de participer aux affaires, tant qu'elles remplissent leurs devoirs religieux, et certains pères encouragent leurs filles à apprendre à lire et à compter.   
Les premières mentions des activités de Godschalk date des années 1332-1333. Godschalk devient alors le principal financier de la plupart des nobles et de leurs vassaux de la région de l'Overijssel aux Pays-Bas. Dès 1347 Hanna est également associée à son père dans une sorte de partenariat financier, auquel s'adjoindront plus tard sa sœur Hannah Rose et une Roos de Bergh, aussi membre de la famille
Le nom de son père Godschalk (Serviteur de Dieu) est probablement une traduction de l'hébreu Abdeel (Jérémie 36:26) . L'utilisation de ce nom germanique, indique une certaine assimilation, mais pas nécessairement une conversion au christianisme. Une cinquantaine d'obligations hypothécaires de la famille Godschalk sont conservées dans les archives du chapitre de la cathédrale d'Utrecht. Au dos on trouve des annotations en caractères hébraïques. Le nom de Hanna est inscrit sur une lettre d'engagement en latin du 27 mai 1349. Le débiteur est le noble Laurens van Buchorst de Sallandse.
La dernière fois qu'Hanna van Recklinghausen est mentionnée, est en 1349, lors des massacres de la population juive pendant la peste noire. Lochem appartient à Renaud III de Gueldre, duc de Gueldre et comte de Zutphen. Celui-ci arrête en 1350 un groupe de Juifs, mais on ne sait pas si Hanna van Recklinghausen fait partie de ce groupe, ni ce qui est arrivé à ce groupe de Juifs, si ceux-ci échappèrent au massacre en étant sous la protection du duc, ou s'ils furent tués.  
L'historien Jacob Zwarts pense, lui, qu'Hanna et sa famille ont été victimes d'une bande de malfaiteurs qui a ultérieurement vendu les obligations hypothécaires volés au diocèse.

## Développement
L'histoire d'Hanna van Recklinghausen est tombée alors totalement dans l'oubli. Elle n'est mentionnée dans aucun Memorbuch, liste des martyrs juifs du Moyen Âge. Ce n'est que quand Walter Scott publie son roman Ivanhoé en 1819, avec le caractère de l'héroïne juive Rebecca que l'image de la femme juive médiévale émancipée est devenue populaire. Cela explique sans doute l'inscription d'Hanna van Recklinghausen dans l'ouvrage biographique en néerlandais Nieuw Nederlandsch Biografisch Woordenboek (NNBW) de 1930. 
En 2008, la chaine de télévision éducative des Pays-Bas Teleac diffuse un documentaire sur la famille d'Hannah sous le titre L'assassinat d'un négociant juif.